# 葉普亮
葉普亮（1414年—？年），字廣熙，福建泉州府同安縣人，明朝政治人物。

## 生平
正統六年（1441年）福建辛酉乡试中舉。正統十三年（1448年）戊辰科進士，授监察御史。

## 家族
曾祖葉興，祖葉伯顏，父葉貴，母林氏。